# Trinidad con santos
Trinidad con santos es la denominación convencional de un tema artístico algo frecuente en el arte cristiano.
Concretamente, la denominación "Trinidad con santos" se da a un grupo no demasiado numeroso de obras del Renacimiento italiano: un fresco de Andrea del Castagno en la Annunziata de Florencia (ca. 1453) y otro de Rafael Sanzio y Perugino en la capilla de la iglesia de San Severo de Perugia (1505-1508); una tabla de Francesco Pesellino (1455-1460) y otra de Botticelli (1491-1494).

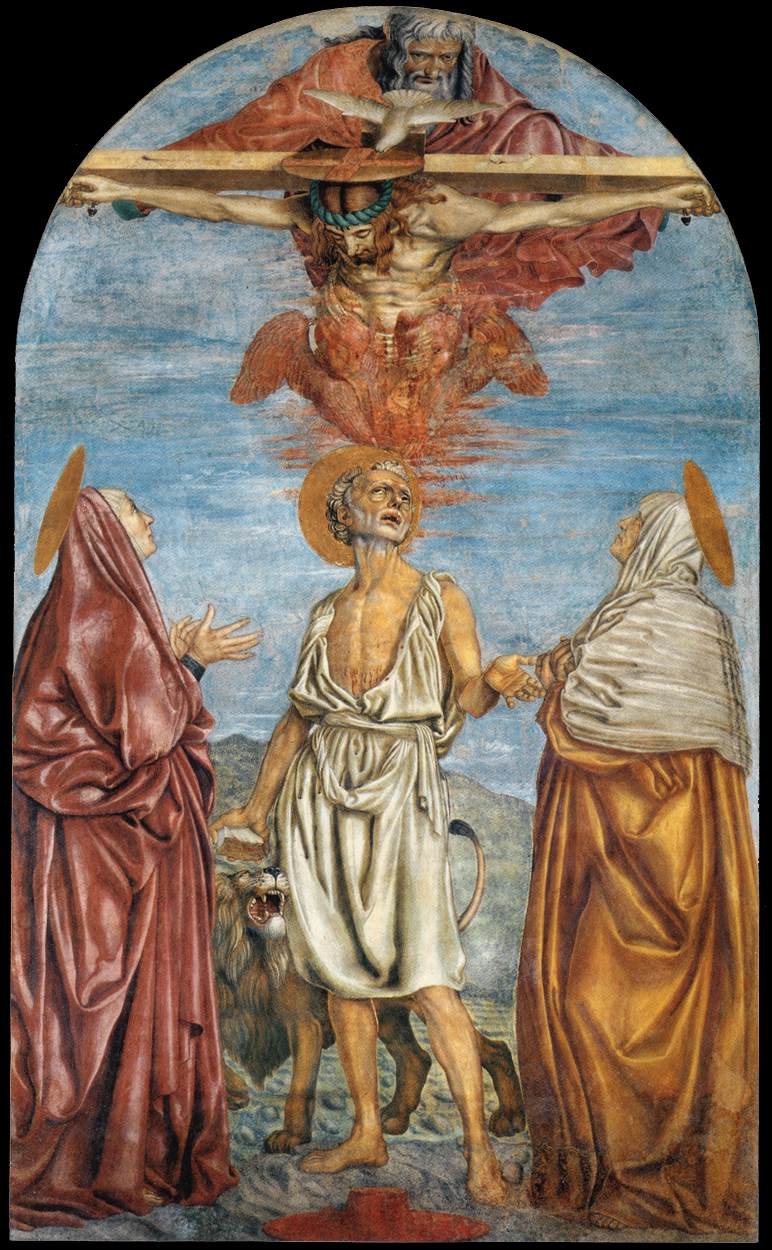
Trinidad con santos (Andrea del Castagno).
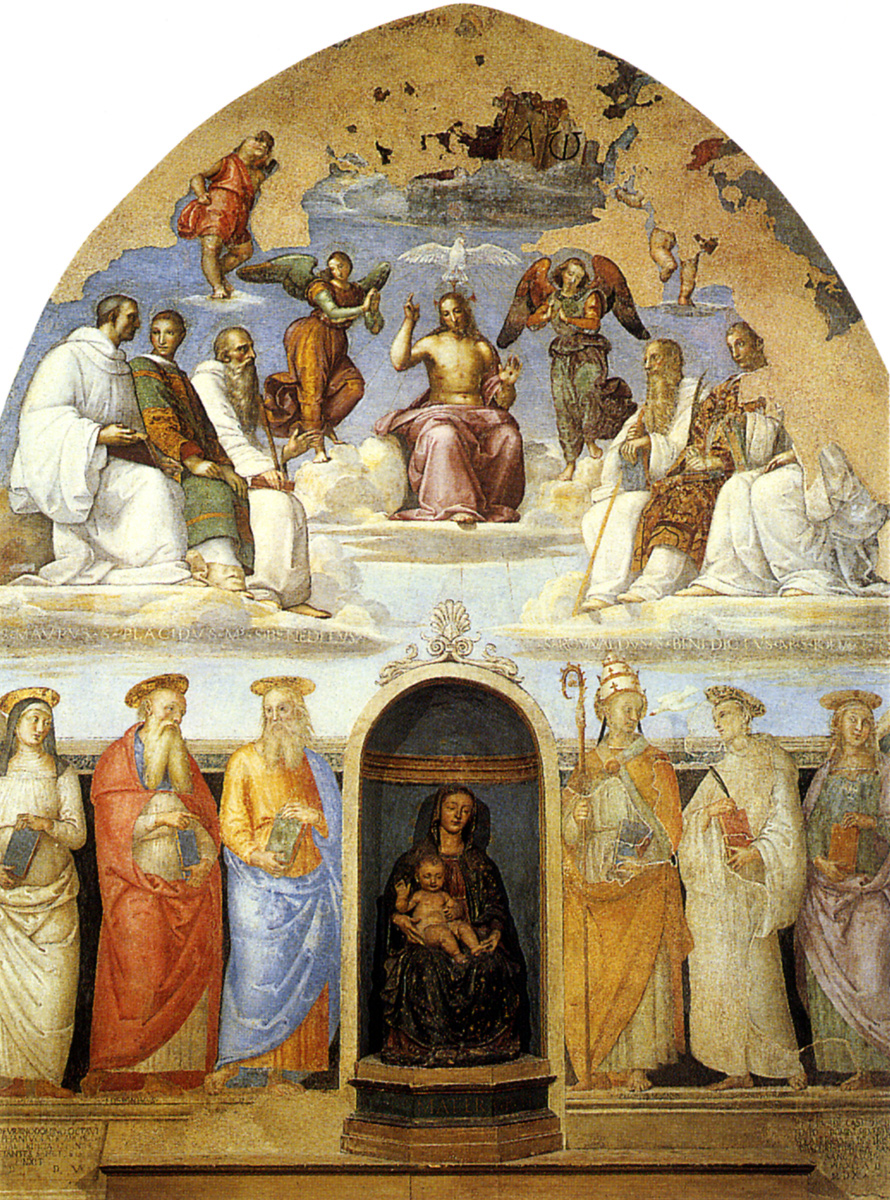
Trinidad con santos de la Capilla de San Severo[1] (Rafael y Perugino).
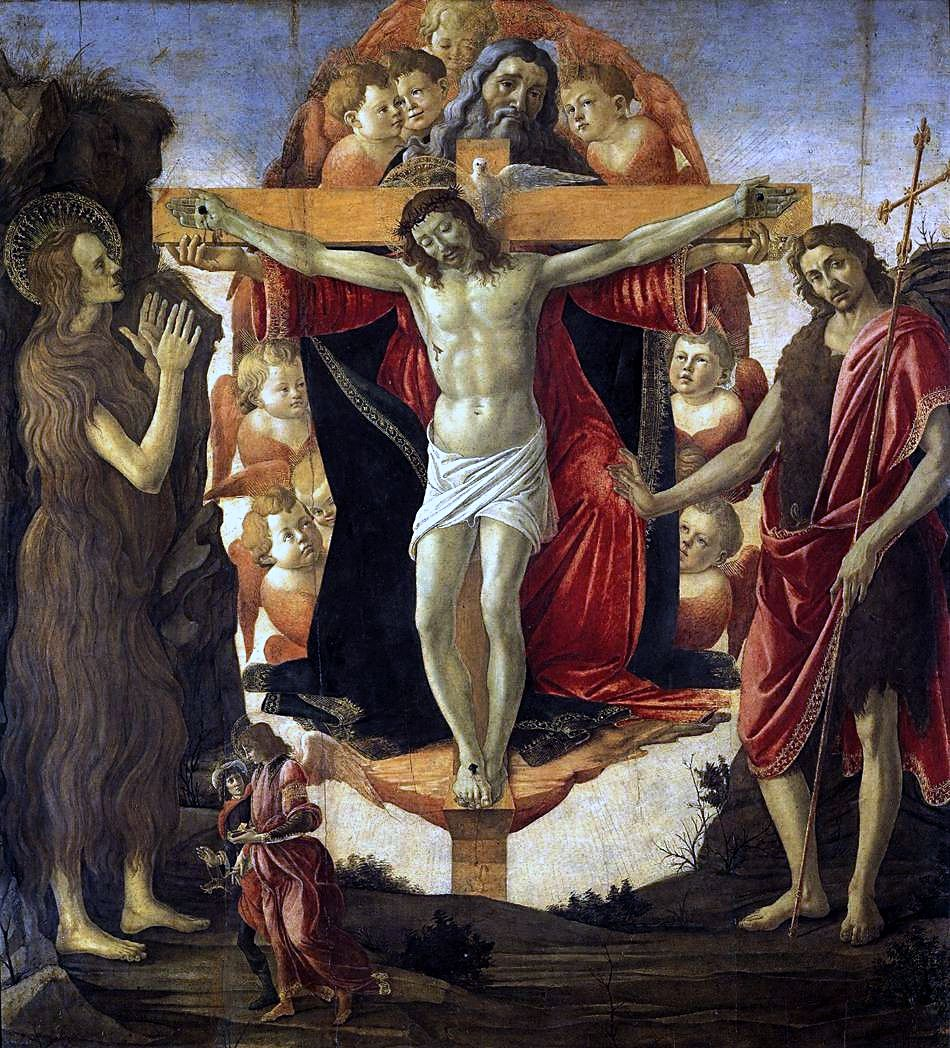
Trinidad con santos (Botticelli).
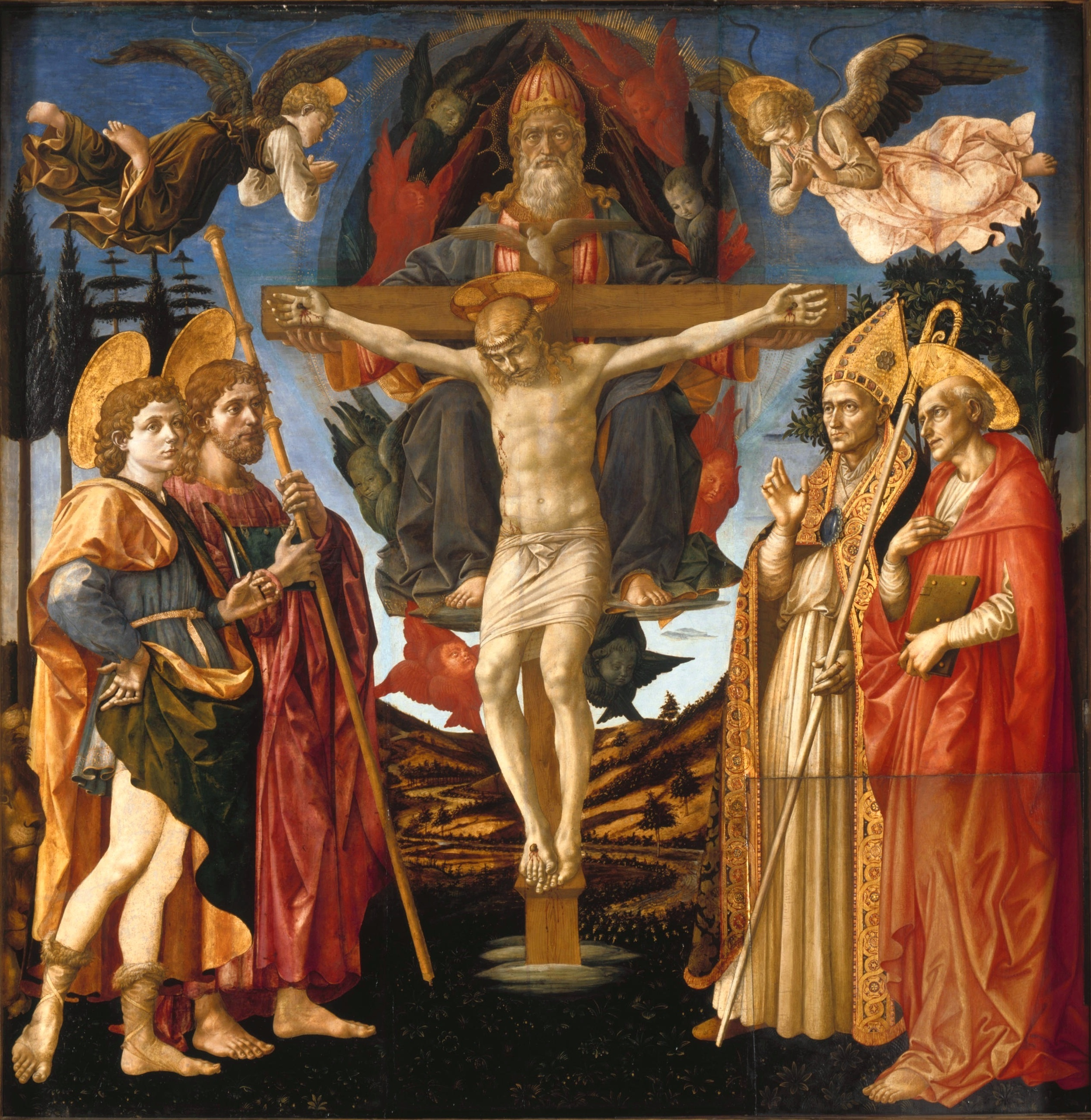
Trinidad con santos (Pesellino).

Otras obras posteriores con ese tema son de Francesco Solimena (dos versiones), Antón Rafael Mengs Scipione Compagno y Francesco Guardi.

## Otras iconografías de la Trinidad en grupos
Es bastante más habitual, desde la Baja Edad Media, que la Trinidad se represente como un grupo aislado, bajo la convención denominada "trono de misericordia" (en alemán Gnadenstuhl) o Trinidad con Cristo muerto. A ese grupo también se suelen añadir, bien los comitentes (como en La Trinidad de Masaccio) o bien en una representación de la Gloria (como en La Gloria de Tiziano) o simplemente un grupo de ángeles (como en La Trinidad del Greco). También aparece la Trinidad en la escena de la coronación de la Virgen. Menos habitual es que se asocie a un grupo concreto de santos. La denominación convencional de las representaciones de distintos santos, cuya relación no tiene por qué haber sido terrenal, se denomina sacra conversazione, aunque es más habitual que el espacio central de ellas lo ocupe una Virgen con Niño.

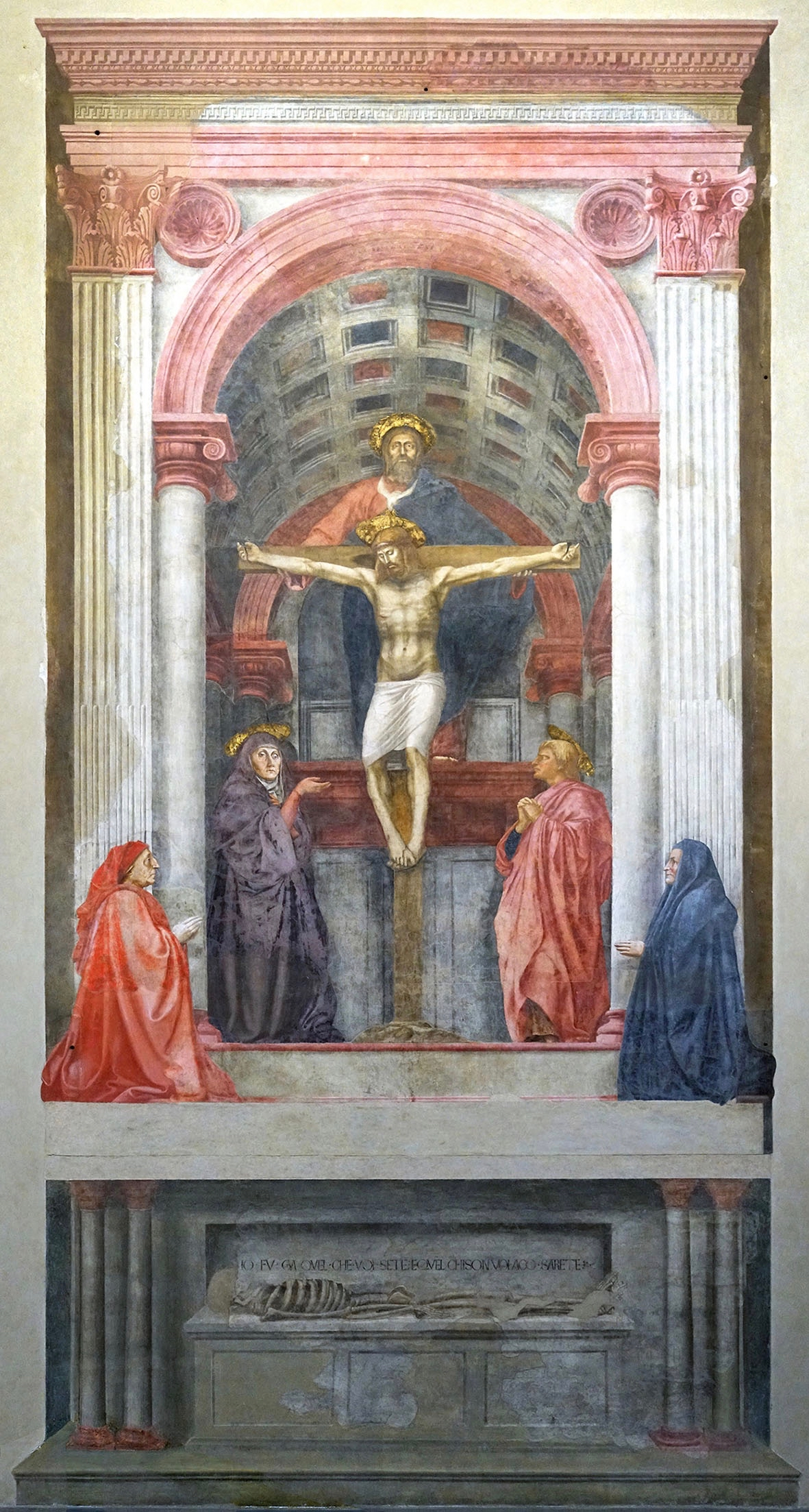
Masaccio (1425-1426).
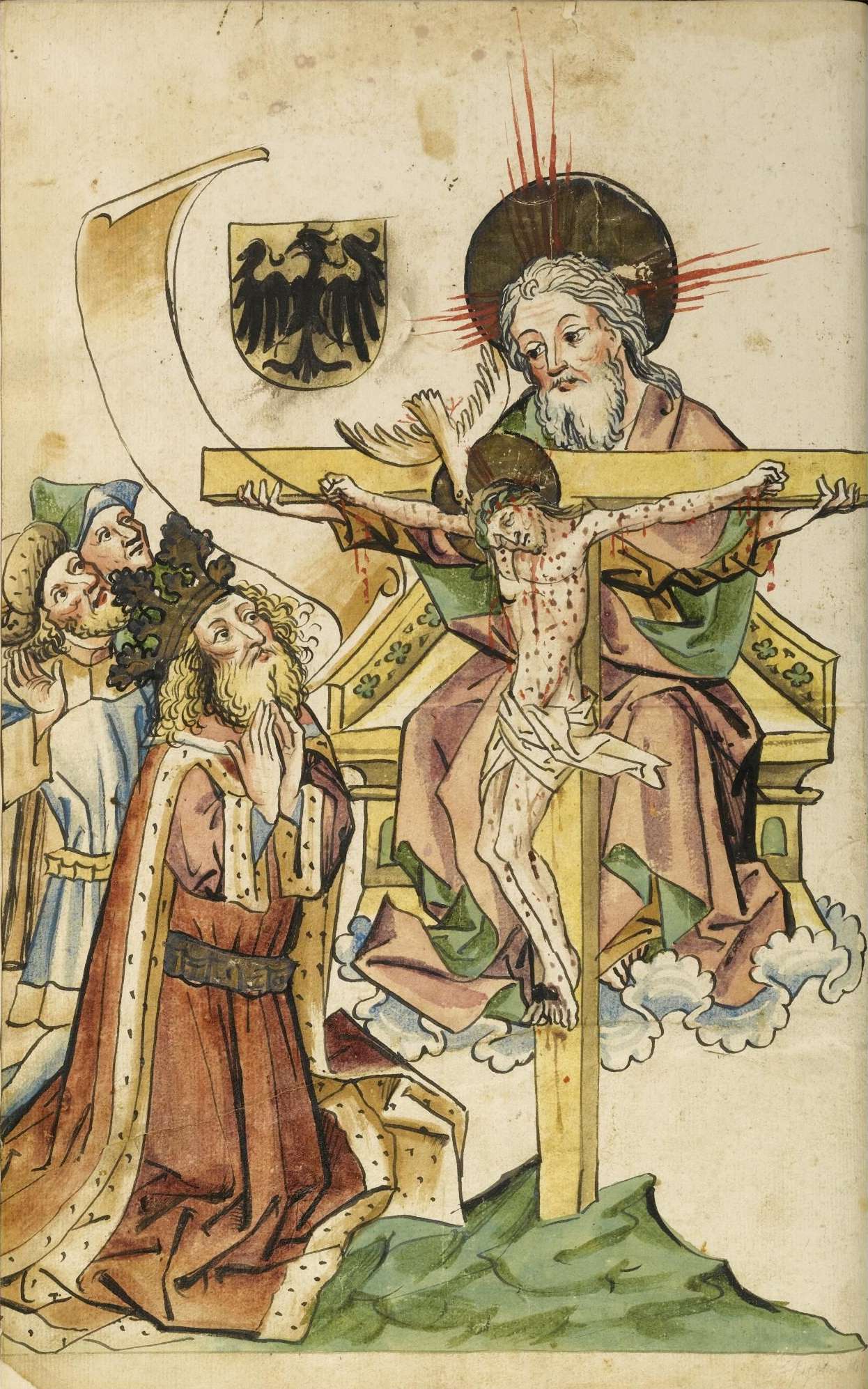
Eberhard Windeck,[8] Das Buch von Kaiser, ca. 1440.
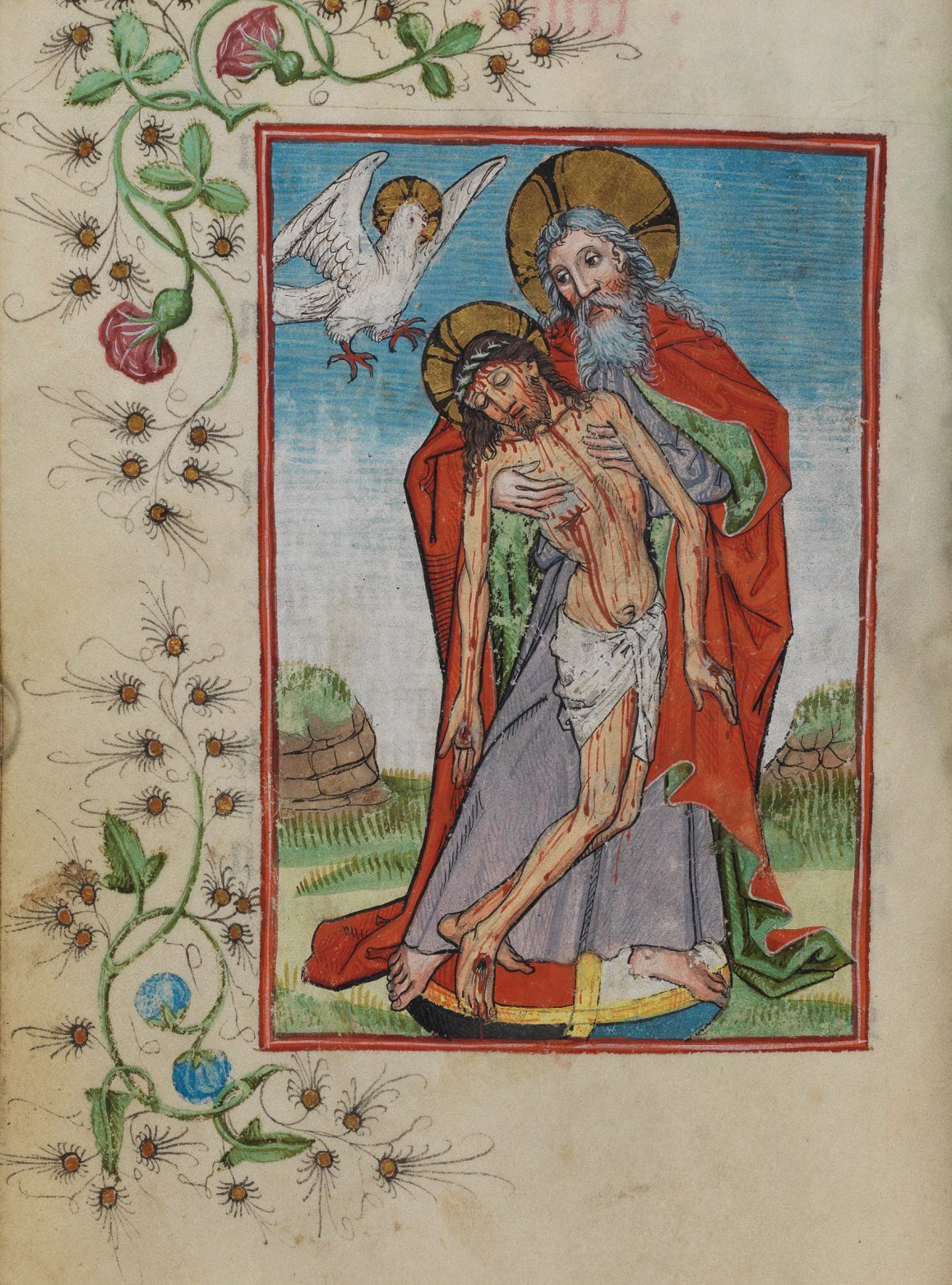
Waldburg-Gebetbuch, ca. 1486.
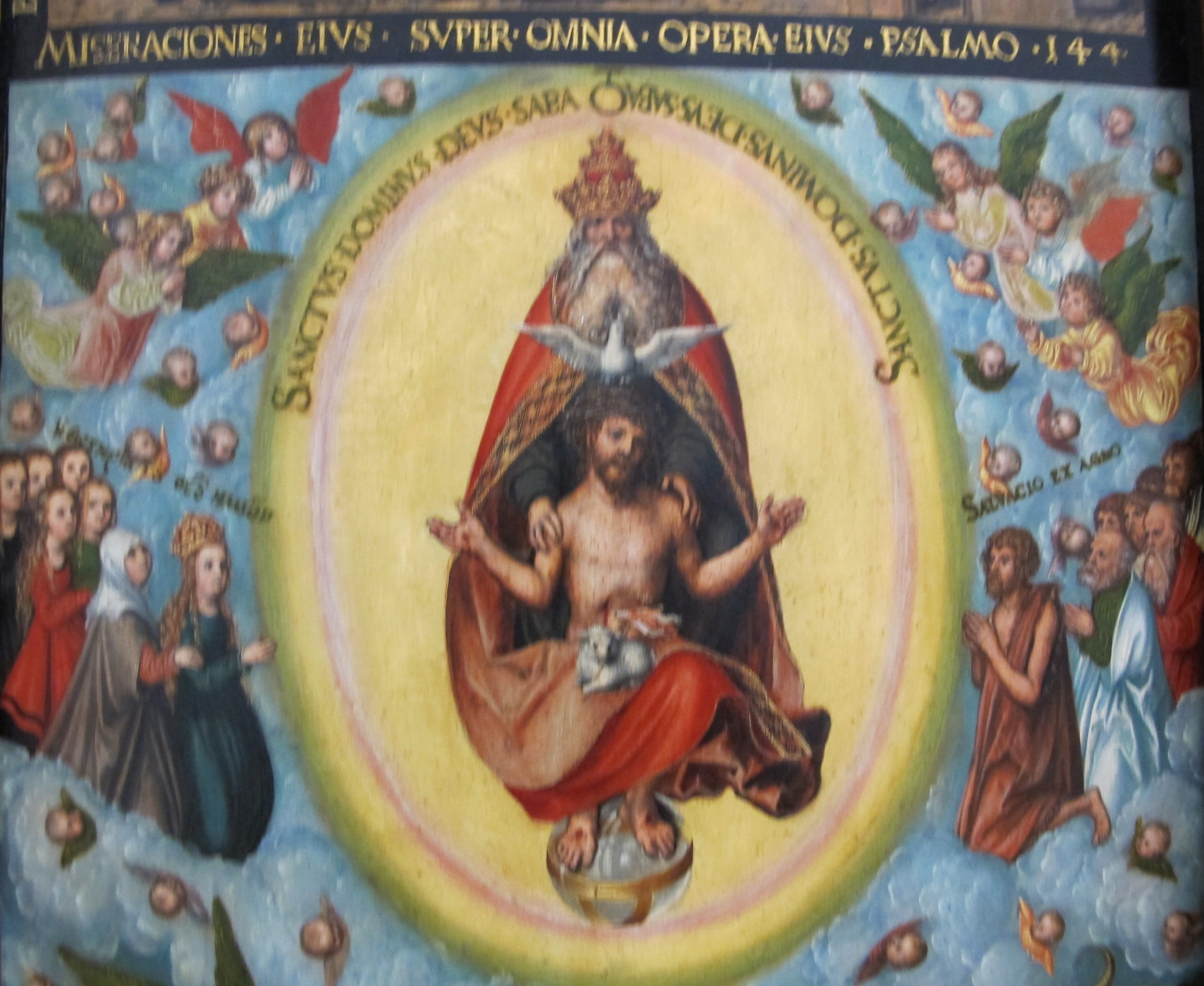
Cranach el Viejo, ca. 1518.
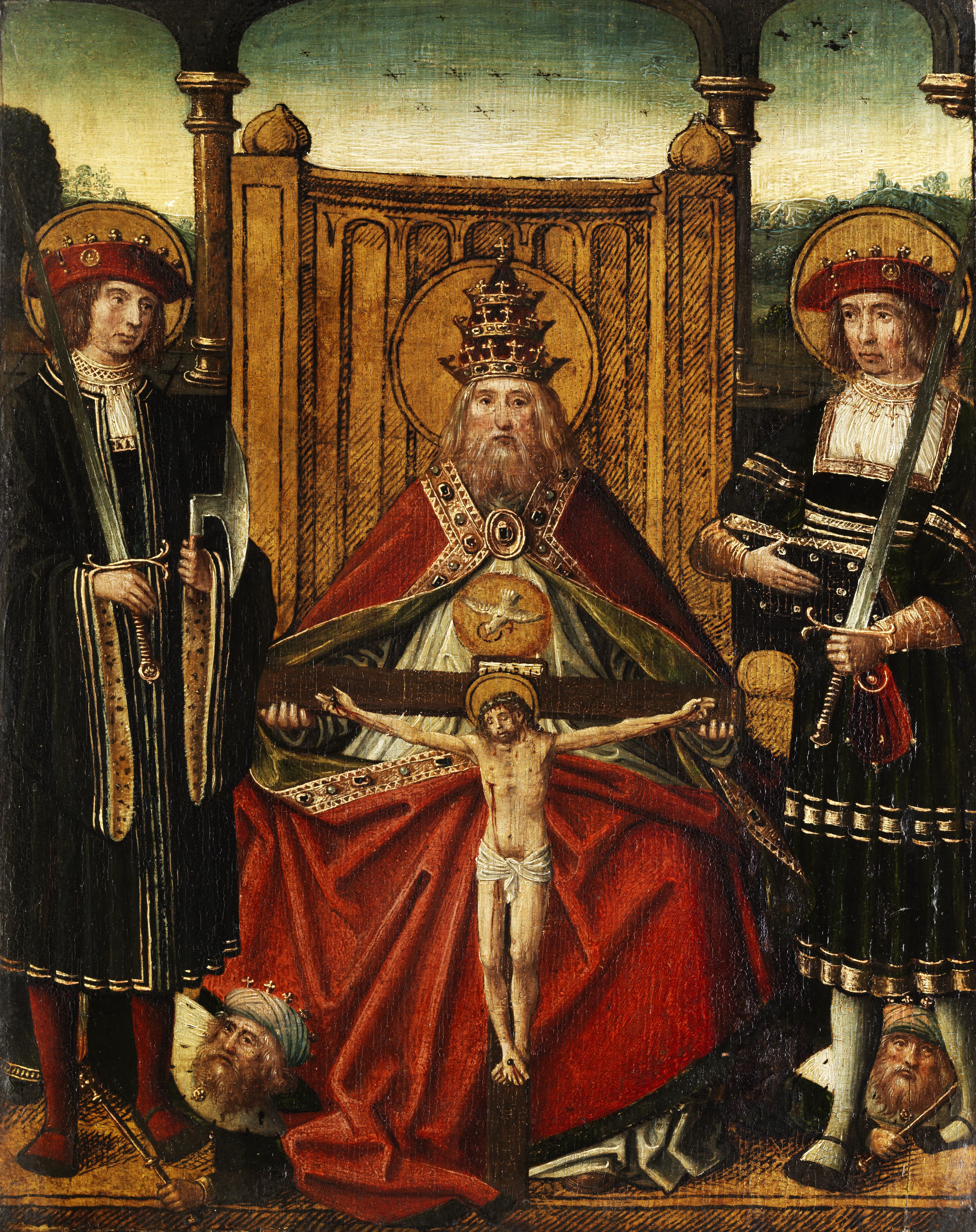
Anton Woensam,[9] primera mitad del siglo XVI.
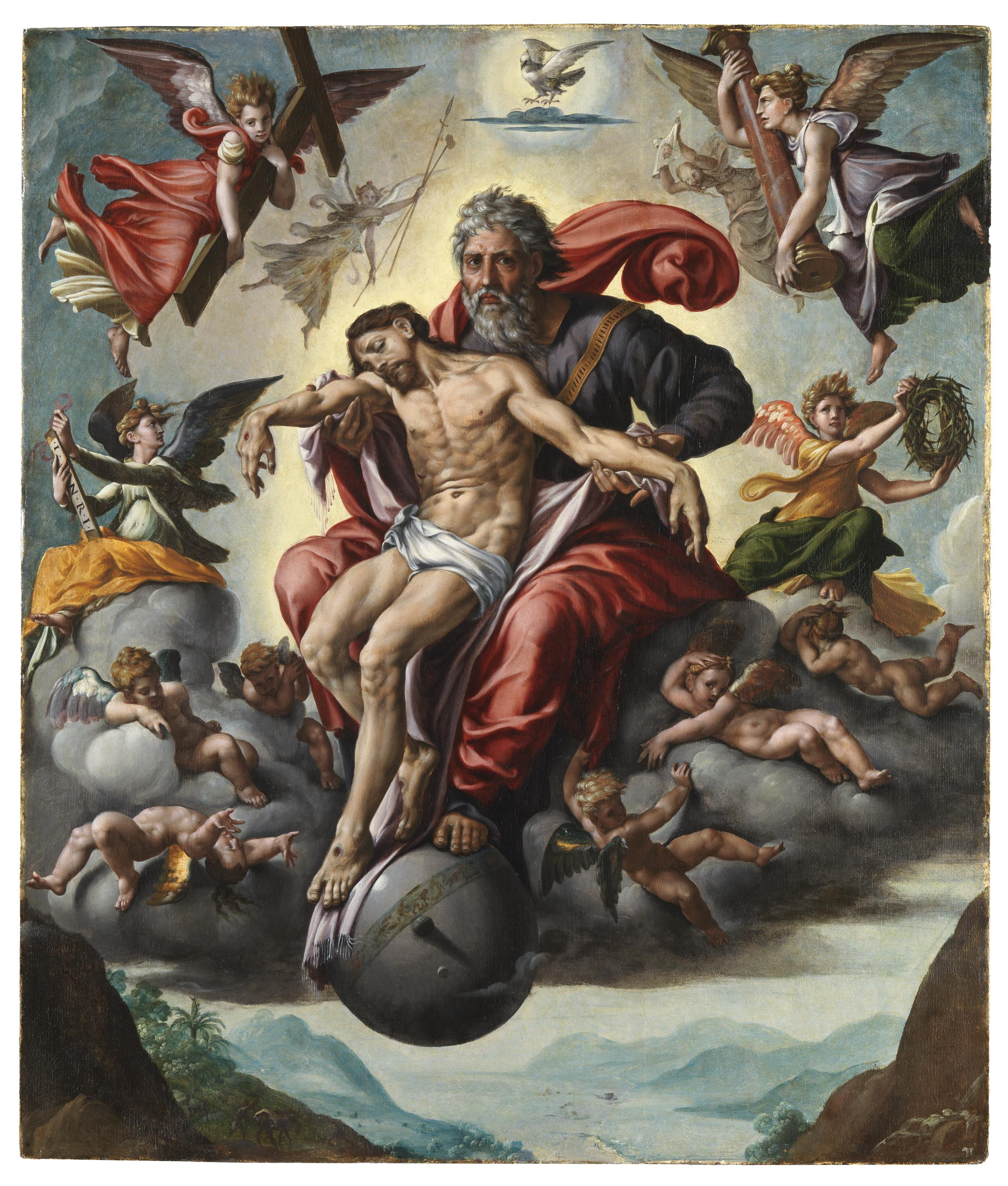
Jan Cornelisz Vermeyen, primera mitad del siglo XVI.

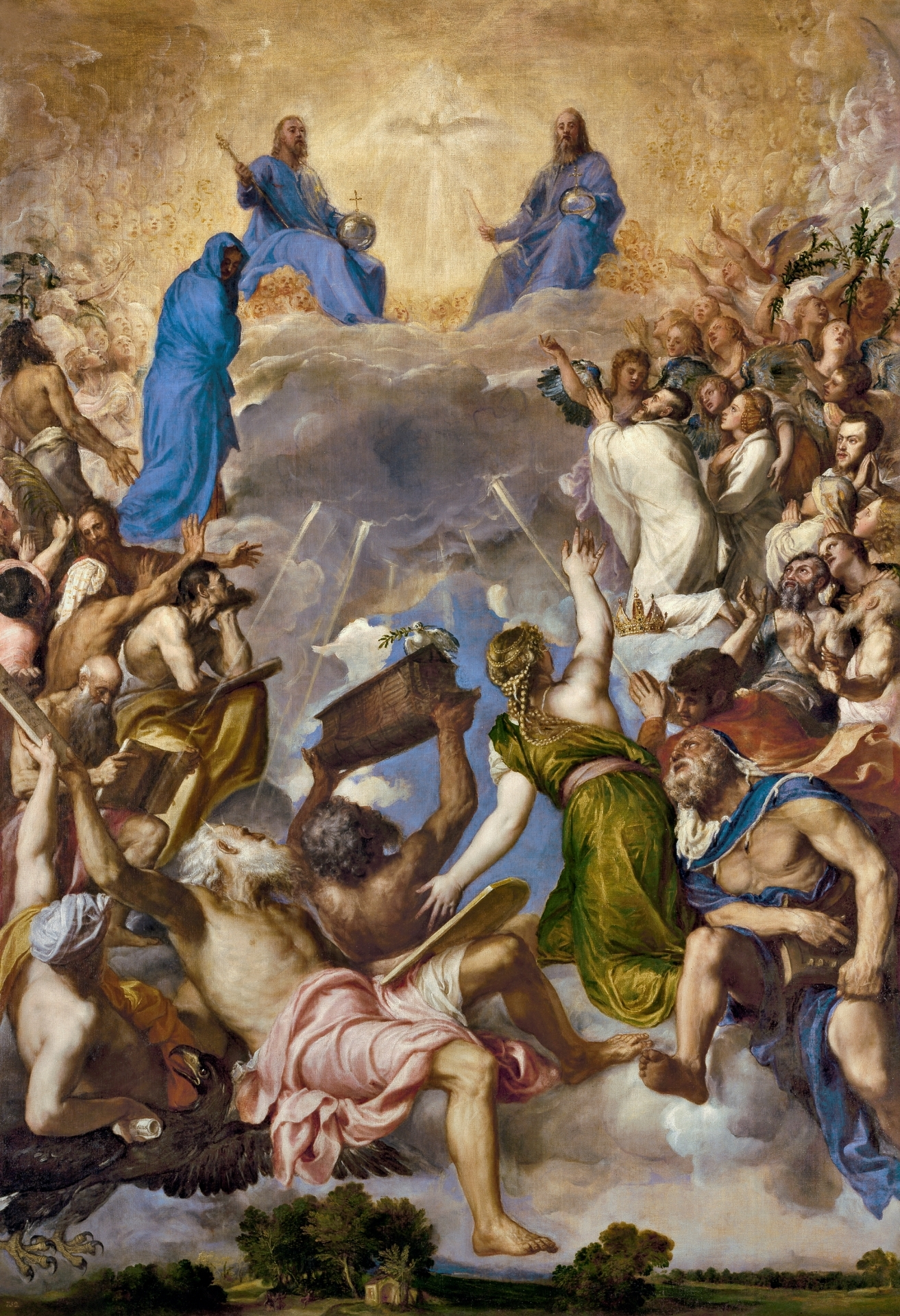
Tiziano, ca. 1551.
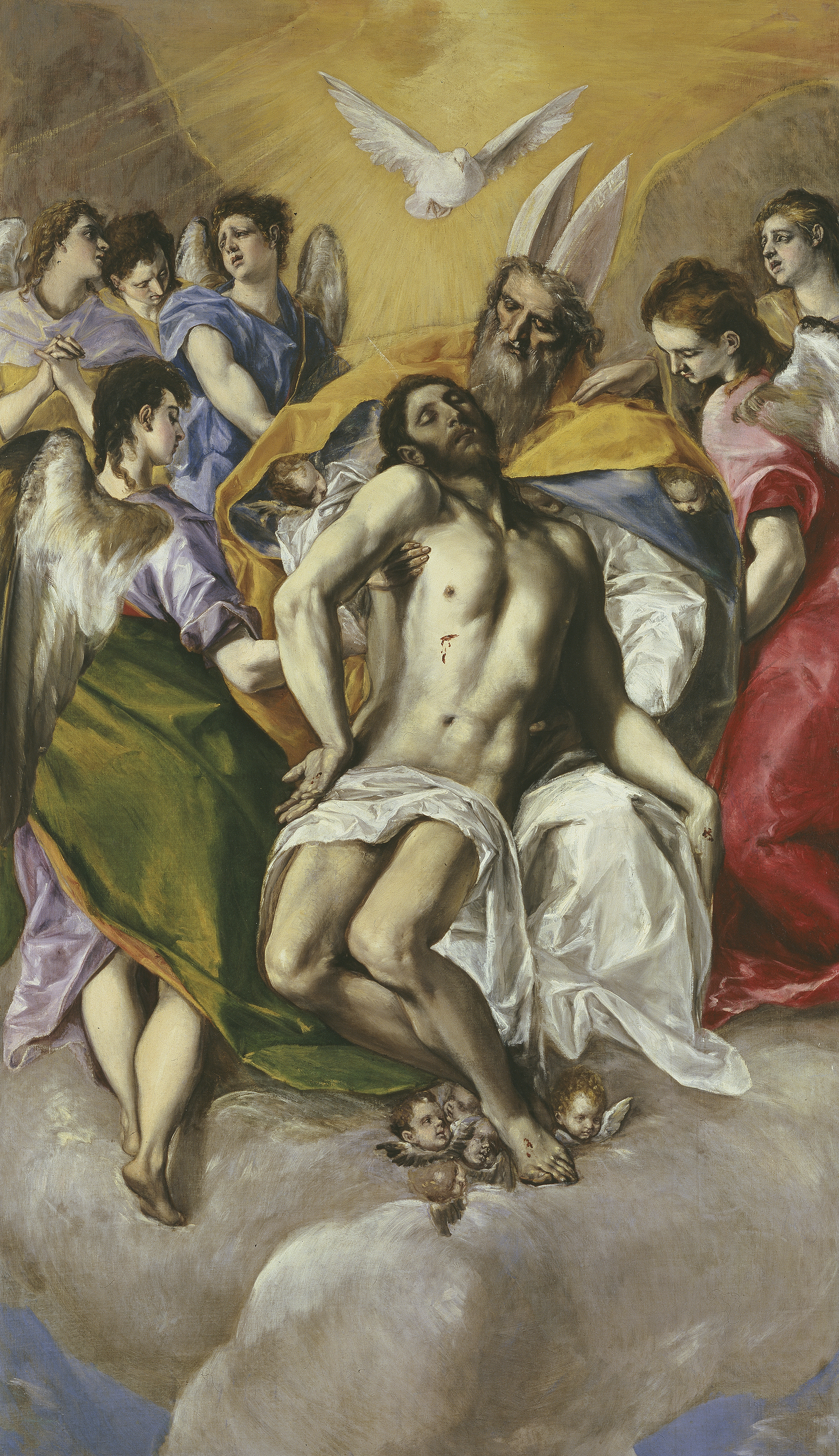
El Greco.
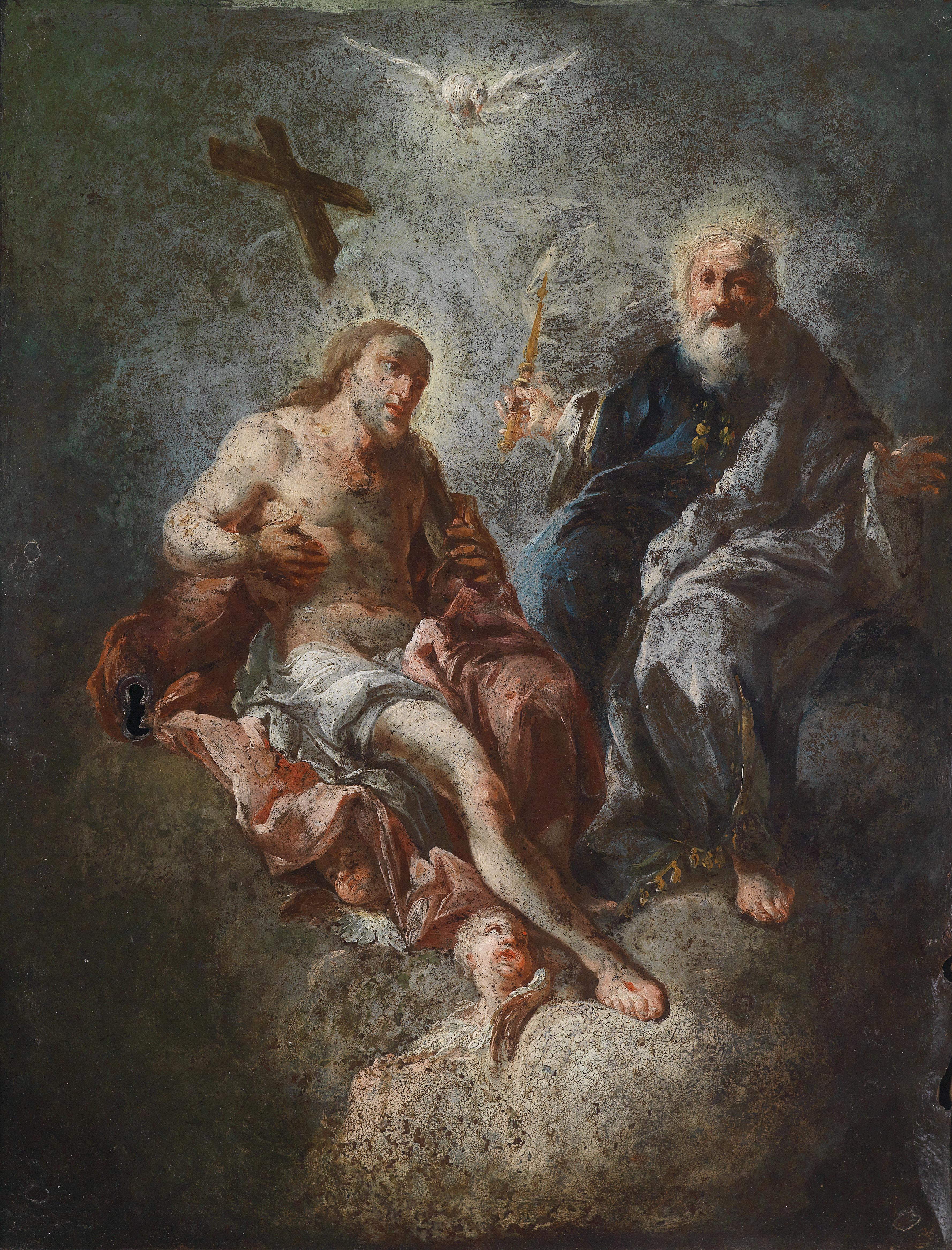
Círculo de Franz Anton Maulbertsch, segunda mitad del XVIII.